# Мицеллярная электрокинетическая хроматография
Мицеллярная электрокинетическая хроматография (МЭКХ) — разновидность капиллярного электрофореза, позволяющая разделять незаряженные (нейтральные) и заряженные компоненты пробы. Используется в аналитической химии и представляет собой гибрид между капиллярным электрофорезом и жидкостной хроматографией.

## Принцип работы
В основе принципа действия МЭКХ лежит распределение компонентов пробы между двумя подвижными фазами: гидрофильной и гидрофобной. Гидрофильная фаза представляет собой буфер на водной основе, а гидрофобная фаза представлена мицеллами. Мицеллы образуются в растворе спонтанно при достижении критической концентрации мицеллообразования (ККМ) поверхностно-активного вещества. Молекулы поверхностно-активного вещества амфифильны: они состоят из заряженной гидрофильной головки и гидрофобного хвоста, поэтому в водном растворе стремятся образовать сферическую структуру с гидрофильными головками на поверхности и гидрофобными хвостами внутри. Полученные таким образом мицеллы — это динамические структуры, которые постоянно разбираются и снова собираются, поэтому могут взаимодействовать с нейтральными гидрофобными компонентами пробы, задерживая их в капилляре. В качестве поверхностно-активного вещества чаще всего используют вещества с отрицательно заряженной головкой: додецилсульфат натрия (ДДСН, англ. SDS), тетрадецилсульфат натрия (англ. STS) и другие. Положительно заряженные поверхностно-активные вещества: цетилтриметиламмония бромид (англ. CTAB) также иногда применяются в МЭКХ.

## Теоретические аспекты
Буферный раствор и мицеллы перемещаются внутри капилляра под действием электрического поля. Как и при капиллярном электрофорезе, перемещение буфера и компонентов пробы обусловлено двумя феноменами: электрофоретическая подвижность (только для заряженных молекул) и электроосмотический поток (для всех молекул). Мицеллы ДДСН, заряженные отрицательно, под действием электрического поля движутся по направлению к аноду, но более выраженный электроосмотический поток увлекает их к катоду. Таким образом, и буферный раствор и мицеллы движутся к катоду, хотя мицеллы перемещаются намного медленнее раствора. Чем больше времени компонент пробы проводит во взаимодействии с мицеллами, тем позже он покидает капилляр. Разделение компонентов пробы зависит от того, сколько времени каждый компонент проводит в буферном растворе, а сколько времени — во взаимодействии с мицеллами. Этот механизм похож на распределительную хроматографию, где вместо стационарной фазы используется псевдостационарная — мицеллы.

## Разделение компонентов пробы
Мицеллы, имеющие заряд на своей поверхности, могут привлекать противоположные по заряду компоненты пробы, задерживая их в капилляре. Так, мицеллы из ДДСН, имея отрицательный заряд на поверхности, будут задерживать катионы. Именно поэтому катионы покинут капилляр позже всех остальных компонентов пробы. Разделение катионов также зависит от их соотношения заряд/масса. То есть, катионы с большей массой покинут капилляр позже катионов с меньшей массой.
Отрицательно заряженные компоненты пробы, наоборот, будут отталкиваться от отрицательно заряженных мицелл и от отрицательно заряженной стенки капилляра, а значит, покинут капилляр в первую очередь. Разделение анионов также происходит с учетом их молекулярной массы. Чем меньше масса аниона, тем быстрее он покинет капилляр.
Нейтральные компоненты пробы взаимодействуют с гидрофобными ядрами мицелл, причем это взаимодействие будет прямо пропорционально степени гидрофобности компонента пробы. Чем более гидрофобна нейтральная молекула, тем сильнее она задержится в капилляре, и тем позже его покинет. Масса нейтральных гидрофобных компонентов не играет роли в разделении путем МЭКХ.
Таким образом, порядок компонентов пробы на графике будет выглядеть следующим образом: 1) анионы с малой молекулярной массой 2) анионы с большой молекулярной массой 3) нейтральные молекулы с большой гидрофобностью 4) нейтральные молекулы с меньшей гидрофобностью 5) катионы с меньшей массой 5) катионы с большей массой.

## Применение
МЭКХ применяется в аналитической химии для разделения нейтральных компонентов пробы при анализе смесей нейтральных и заряженных молекул. Широко используется для обнаружения лекарственных веществ в биологических жидкостях (кровь, плазма). Применяется в фармацевтической промышленности.